# Yasuhikotakia splendida
Yasuhikotakia splendida är en fiskart som först beskrevs av Roberts, 1995.  Yasuhikotakia splendida ingår i släktet Yasuhikotakia och familjen nissögefiskar. IUCN kategoriserar arten globalt som sårbar. Inga underarter finns listade i Catalogue of Life.